# Fernando Ovelar
Fernando Fabián Ovelar Martínez (ur. 6 stycznia 2004 w Asunción) – paragwajski piłkarz występujący na pozycji skrzydłowego lub cofniętego napastnika, od 2024 roku zawodnik chilijskiego Uniónu Española.
Jest najmłodszym debiutantem w historii ligi paragwajskiej (14 lat, 9 miesięcy i 22 dni) oraz najmłodszym ligowym strzelcem w historii rozgrywek w Ameryce Południowej (14 lat, 9 miesięcy i 29 dni). Jego dziadek Gerónimo Ovelar również był piłkarzem.